# Nicole Muns-Jagerman
Nicole Muns-Jagerman (* 23. Juli 1967 in Amstelveen als Nicole Jagerman; zeitweise auch Nicole Krijger-Jagerman) ist eine ehemalige niederländische Tennisspielerin.

## Karriere
Muns-Jagerman gewann in ihrer Karriere zwei Doppeltitel auf der WTA-Tour. Bei den French Open 1988 drang sie im Einzel bis ins Achtelfinale vor. Sie nahm an den Olympischen Sommerspielen 1992 teil, musste sich jedoch im Achtelfinale Anke Huber in zwei Sätzen geschlagen geben. In der Doppelkonkurrenz konnte sie gegen Ende ihrer Karriere 1995 bei den Wimbledon Championships das Viertelfinale erreichen. Von 1989 bis 1995 nahm sie am Fed-Cup teil.

## Titel

### Doppel
| Nr. | Datum         | Turnier   | Kategorie      | Belag | Partnerin     | Finalgegnerinnen                  | Ergebnis |
| --- | ------------- | --------- | -------------- | ----- | ------------- | --------------------------------- | -------- |
| 1.  | 11. Juli 1986 | Perugia   | WTA World Tour | Sand  | Carin Bakkum  | Csilla Cserepy Amy Holton         | 6:4, 6:4 |
| 2.  | 21. Juli 1991 | Kitzbühel | WTA Tier IV    | Sand  | Bettina Fulco | Cecchini Sandra Patricia Tarabini | 7:5, 6:4 |

## Grand-Slam-Resultate
angegeben ist jeweils die erreichte Runde

### Einzel
| Turnier                 | 1987 | 1988 | 1989 | 1990 | 1991 | 1992 | 1993 | 1994 | Karriere |
| ----------------------- | ---- | ---- | ---- | ---- | ---- | ---- | ---- | ---- | -------- |
| Australian Open         | —    | 3    | 1    | 3    | —    | 2    | 1    | 1    | 3        |
| French Open             | 1    | AF   | 3    | 1    | 3    | 1    | 2    | 1    | AF       |
| Wimbledon Championships | 1    | 1    | 1    | 2    | 2    | 1    | —    | 1    | 2        |
| US Open                 | —    | 2    | 2    | —    | 1    | 1    | 3    | 2    | 3        |

### Doppel
| Turnier                 | 1987 | 1988 | 1989 | 1990 | 1991 | 1992 | 1993 | 1994 | 1995 | 1996 | Karriere |
| ----------------------- | ---- | ---- | ---- | ---- | ---- | ---- | ---- | ---- | ---- | ---- | -------- |
| Australian Open         | —    | —    | —    | —    | —    | 2    | 1    | 1    | VF   | —    | VF       |
| French Open             | 1    | 1    | 2    | 1    | 1    | 2    | 2    | 2    | AF   | 1    | AF       |
| Wimbledon Championships | 1    | 2    | 1    | —    | 1    | 2    | AF   | AF   | AF   | —    | AF       |
| US Open                 | —    | —    | —    | —    | —    | 1    | 1    | AF   | 2    | —    | AF       |

### Mixed
| Turnier                 | 1987 | 1988 | 1989 | 1990 | 1991 | 1992 | 1993 | 1994 | 1995 | Karriere |
| ----------------------- | ---- | ---- | ---- | ---- | ---- | ---- | ---- | ---- | ---- | -------- |
| Australian Open         | —    | —    | —    | —    | —    | —    | —    | 1    | —    | 1        |
| French Open             | —    | —    | 1    | —    | —    | —    | —    | —    | 1    | 1        |
| Wimbledon Championships | AF   | —    | —    | —    | —    | 1    | —    | 1    | 1    | AF       |
| US Open                 | —    | —    | —    | —    | —    | —    | —    | —    | 2    | 2        |